# Aravindh Chithambaram
Aravindh Chithambaram (Thiruthani, 9 novembre 1999) è uno scacchista indiano, Grande maestro.
Ha ottenuto la terza norma di GM in settembre 2014 nel Campionato del mondo U16 di Durban in Sudafrica, nel quale si è classificato secondo con 8,5/11 (a pari punti con Bilel Bellahcene e Francesco Rambaldi), mezzo punto dietro al vincitore Alan Pichot. Il titolo è stato ufficializzato dalla FIDE in aprile 2015, durante il 1st Quarter Presidential Board Meeting di Chengdu in Cina.
Altri risultati:
- 2011: in marzo vince con 10,5/11 il torneo BHEL FIDE Rating di Nuova Delhi;[4]
- 2011: in maggio è secondo con 7,5/9 nel campionato asiatico under-12 di Subic nelle Filippine;[5]
- 2011: in settembre vince a Goa con 9/11 il campionato indiano juniores (under-19);[6]
- 2013: in novembre vince il GM Chess Open di Chennai con 9/11 davanti a molti GM, con una performance di 2 728 punti Elo.[7]
- 2024: in novembre vince il Chennai Grand Master, superando nella finale play-off di spareggio Levon Aronian per 2-0, con una performance di 2 829 punti Elo.[8]
- 2025: in marzo vince con il punteggio di 6 su 9 il supertorneo Praga International Chess Festival superando di un punto Anish Giri, Wei Yi e Rameshbabu Praggnanandhaa[9]. In giugno vince a Jermuk il torneo Memorial Stepan Avagyan superando per spareggio tecnico Rameshbabu Praggnanandhaa[10].

Nell'aprile 2025 raggiunge quota 2 749 punti Elo FIDE, raggiunge il suo record di punti ELO, numero 11 al mondo e 4º tra i giocatori indiani. 